# Tona Scherchen
Tona Scherchen, aussi Tona Scherchen-Hsiao (Sinogramme simplifié : 萧桐 ; née le 12 mars 1938 à Neuchâtel), est une des premières compositrices qui apporte des éléments chinois dans l'art musical d'avant-garde européen.

## Biographie
Tona Scherchen est née dans un milieu musical en Suisse en 1938. Son père est le chef d'orchestre Hermann Scherchen, réfugié en Suisse pour fuir le nazisme, et sa mère, la compositrice chinoise Xiao Shuxian. Elle passe les douze premières années de sa vie en Europe, notamment en Suisse et est surnommée Ti-tigre.
Elle s'installe en Chine en 1950 avec sa mère et sa sœur aînée, Féfé, où elle apprend les traditions chinoise et notamment le luth pipa et son grand-père maternel l’initie au chinois, à la calligraphie, à la poésie. Elle suit aussi des cours aux conservatoires de Pékin et Shanghai.
En 1956, juste un an avant le chaos politique en Chine, elle retourne en Europe auprès de son père afin de poursuivre son éducation musicale. Ses maîtres comprennent Hans Werner Henze (1961–63) à Salzbourg, Olivier Messiaen (1963–65) au Conservatoire de Paris, Pierre Schaeffer au Groupe de recherches musicales et György Ligeti (1966–67) à Vienne,. Elle remporte le prix de Rome en 1964, obtient son premier prix du Conservatoire de Paris la même année et peu de temps après, adopte la nationalité française.
Dès les années 1960, Tona Scherchen devient une compositrice active, les titres de sa musique apparaissant fréquemment aux programmes des festivals de musique contemporaine. Ses œuvres sont publiés par des éditeurs de renom et plusieurs articles sont publiés sur sa musique. Cependant, après quelques apparitions dans des années 1980, elle cesse apparemment d'attirer l'attention au-delà de son cercle français.
Elle est artiste en résidence à Berlin (1977), Amsterdam, Glasgow, Lyon, ou aux États-Unis (Tanglewood, Los Angeles, Boulder, St-Paul…) et enseigne l’ethnomusicologie à université de Zurich et de Bâle (1969–1971). Elle est titulaire d’un doctorat de chinois de l’Université de Paris-Sorbonne.

## Prix
Elle reçoit divers prix : le prix italien en 1991, un prix de la fondation Koussevitzky en 1979 pour l’ensemble de son œuvre, le grand prix Hervé Dujardin (1972), de la SACEM (1973) et premier prix du concours de composition de la fondation Gaudeamus (Pays-Bas) pour Tzang en 1967, ainsi que le prix Stéphane-Chapelier-Clergue-Gabriel-Marie" en 1972.

## Style
La musique de Tona Scherchen est une adaptation de l'idiome d'avant-garde européenne des années 1960 et 1970, synthétisé dans son propre langage. Beaucoup de ses compositions portent des titres chinois, mais l'influence de l'art et de la pensée chinoise est plus conceptuel que littéral, « ses œuvres étant exemptes de tout exotisme » ou d'imitation. L'unique exception est « Yi », une suite pour une marimba avec deux interprètes, dans laquelle elle se remémore des airs folkloriques entendus dans ses années chinoises ; c'est une pièce alerte, dédiée à sa mère, avec qui Tona, pendant trois décennies, n'était probablement pas en mesure de communiquer, en raison de la situation politique.
Plusieurs enregistrements des œuvres de Tona Scherchen ont été commercialisés, mais aujourd'hui seul « Lo » pour trombone et cordes, et « Shen » pour six percussionnistes, peuvent être trouvés, bien que toute sa musique éditée soit disponible.

## Œuvres (sélection)
Les principaux éditeurs de Tona Scherchen sont Universal Edition et Boosey & Hawkes, ainsi que Breitkopf & Härtel, Alfred Peschek et Amphion.
Orchestre
- Khouang (1966–1968) (OCLC 11084782)
- Vague T'ao, "Plusieurs silences" d'une grande vague déchaînée (1974–1975) Commande de Radio-France. Création le 30 avril 1976 par l'Orchestre national de France, dir. Michael Gielen
- S.... (1975) Création à Saint Paul, le 4 mars 1976 par l'Orchestre de chambre de Saint Paul, dir. Dennis Russel Davies (OCLC 10411269)
- Œil de chat (premier cycle) (1976–1977) Création à Paris, Salle Wagram, le 23 octobre 1976 par l'Orchestre philharmonique des Pays de la Loire, dir. Ivo Malec
- L'invitation au voyage pour orchestre de chambre (1979) (OCLC 35834708)
- L’illégitime, pour orchestre et bande (1986)

Musique concertante
- Tao pour alto et orchestre (1971–1972)
- Lo pour trombone et 12 instruments à cordes : 6 violons, 3 altos, 2 violoncelles et contrebasse (1978–1979) Pour la Koussevitzky Music Foundation, dédié à la mémoire de Serge et Nathalie Koussevitzky. Création en 1980 par Vinko Globokar, et l'Orchestre de la radio Hilversum (HRO), dir. Ernest Bour (OCLC 18259616)

Musique de chambre
- In pour flûte seule (1966) Création à Darmstadt en 1966 par Severino Gazzelloni
- Sin pour flûte seule (flûte orientale si possible) avec percussion (un interprète) (1966) Création à Darmstadt en 1966 par Severino Gazzelloni
- Shen (神), ou, à propos des battements du cœur humain, nouveau ballet pour percussion (1968)
- Tzoué, Trio (1970)
- Bien (Mutations) pour douze solistes : clarinette, cor, trompette, trombone, quatuor à cordes, contrebasse, piano et percussion (1973) (OCLC 221226002)
- Lien (恋) pour alto seul (1973) Création au Concert du Musée d'art moderne de Paris, le 13 mars 1974 par Karen Phillips (OCLC 220367576)
- Tjao-Houen pour ensemble de chambre (1973)
- Yi (忆), 7 Images brèves pour marimbaphone (deux interprètes) (1973) (OCLC 314728193)
- Yun-yu (云雨; Nuages et pluie ; en chinois le symbole de l'acte de l'amour) pour violon (ou alto) et vibraphone (1972) Création à Avolsheim, le 26 juin 1972 par Detlef et Janine Kieffer (OCLC 610940854)
- Ziguidor pour quintette à vent : flûte piccolo, hautbois (ou cor anglais ad lib.), clarinette (ou clarinette basse ad lib.), basson, cor ; caisse claire et bande (1978) (OCLC 70458230)
- Escargots volants pour clarinette en si seule (1979) Création à Orléans, le 30 novembre 1979 par Michel Arrignon (OCLC 8695843)
- Once Upon a Time pour harpe (1979) (OCLC 7779385)

Piano
- Radar (1983) (OCLC 12382375)

Vocale
- Tzi pour 16 voix a cappella (SATB), diapason et gong grave (1969–1970) (OCLC 882743358)
- Wai (外) pour cinq exécutants : mezzo-soprano avec percussion et quatuor à cordes (1967) Création à Donaueschingen, le 19 octobre 1968 par Cathy Berberian et le Quatuor della Societa Cameristica Italiana (OCLC 488176485)
- Voyage de la larme - (de crocodile) pour voix (solo ou accompagnée à son choix) (1979) (OCLC 222056366)

Autres
- Tzan-Shen, ballet (1971)
- Complainte du fou, musique électronique (1989)
- Le jeu de Pogo, film radiophonique imaginaire (1991) Pour Radio-France sur un texte d'Hugues de Kerret
- Between spectacle graphique avec bande (1978–80, 1983, 1986, 2008) Créations New York (1983), Lille (1986)[6]

## Enregistrements
- In (1965), pour flûte seule - Eberhard Blum, flûte (août 1995, hat ART CD 6180) (OCLC 42258429) — avec d'autres œuvres pour flûte(s) de Luis de Pablo, Bernd Alois Zimmermann notamment.
- Shen (1968) - Les Percussions de Strasbourg : Jean Batigne, Gabriel Bouchet, Jean-Paul Finkbeiner, Detlef Kieffer, Claude Ricou, Georges van Gucht (1972, East meets west LP Philips 6521030 / réédition « Les Percussions de Strasbourg : 50th anniversary edition » 15 CD Accord) (OCLC 842068496)
- Yi (1973) - Michael Askill et Détlef Kieffer (marimbaphone, vibraphone, métallophone, tam-tam) - avec d'autres œuvres et arrangements pour percussion, notamment de Roman Haubenstock-Ramati (1973, LP L'Apostrophe AS 37344) (OCLC 53364355)